# Tour d'Anjou
Ne doit pas être confondu avec Tour du Haut-Anjou.
Le Tour d'Anjou est une course cycliste française à étapes, organisée de 1963 à 1966 dans l’ancienne province d'Anjou dont la capitale est Angers, et particulièrement dans le département de Maine-et-Loire.

## Palmarès
| Année | Vainqueur        | Deuxième        | Troisième         |
| ----- | ---------------- | --------------- | ----------------- |
| 1963  | René Binggeli    | Alain Vera      | Raymond Meyzenq   |
| 1964  | Paul Gutty       | Raymond Delisle | Christian Raymond |
| 1965  | Domingo Perurena | José Suria      | Herman Van Loo    |
| 1966  | Marcel Duchemin  | Pierre Matignon | Gabriel Mascaró   |

## Étapes
- 1963 : du 27 au 28 avril
  - 1re étape : Érigné / Angers remportée par René Binggeli 
  - 2e étape : Beaupréau (CLM) remportée par Michel Béchet
  - 3e étape : Beaupréau / Angers remportée par Claude Gabard

- 1964 : du 24 au 26 avril
  - 1re étape : Angers / Saumur remportée par Christian Raymond
  - 2e étape : Saumur / Baugé remportée par Luc Delefortrie 
  - 3e étape : Baugé / Beaupréau remportée par Michel Brux
  - 4e étape : Beaupréau / Cholet (CLM) remportée par Georges Chappe
  - 5e étape : Cholet / Angers remportée par Guido Reybrouck

- 1965 : du 22 au 25 avril
  - 1re étape : Angers / Angers remportée par Albert Van Vlierberghe 
  - 2e étape : Angers / Saumur remportée par José Suria 
  - 3e étape : Saumur / Angers remportée par Donat Himpe 
  - 4e étape : Angers / Beaupréau remportée par Gilbert Fatton 
  - 5e étape : Beaupréau / Cholet (CLM) remportée par Herman Van Loo 
  - 6e étape : Cholet / Angers remportée par Emile Coppens

- 1966 : du 14 au 17 avril
  - 1re étape : Angers / Angers remportée par Daniel Gouverneur
  - 2e étape : Longué / Saumur (CLM par équipe) remportée par Gitane Bière 33
  - 3e étape : Saumur / Angers remportée par Jacques Girault
  - 4e étape : Angers / Beaupréau remportée par Jan Wenczel 
  - 5e étape : Beaupréau / Cholet (CLM) remportée par Marcel Duchemin
  - 6e étape : Cholet / Angers remportée par Marian  Kegel